# Оттон I (граф Савойи)
Оттон I (итал. Oddone di Savoia; 1021—16 марта 1060) — граф Савойи и Морьена с 1051 года, младший сын графа Гумберта Белая Рука и Ансилии д'Аоста.

## Биография

### Правление

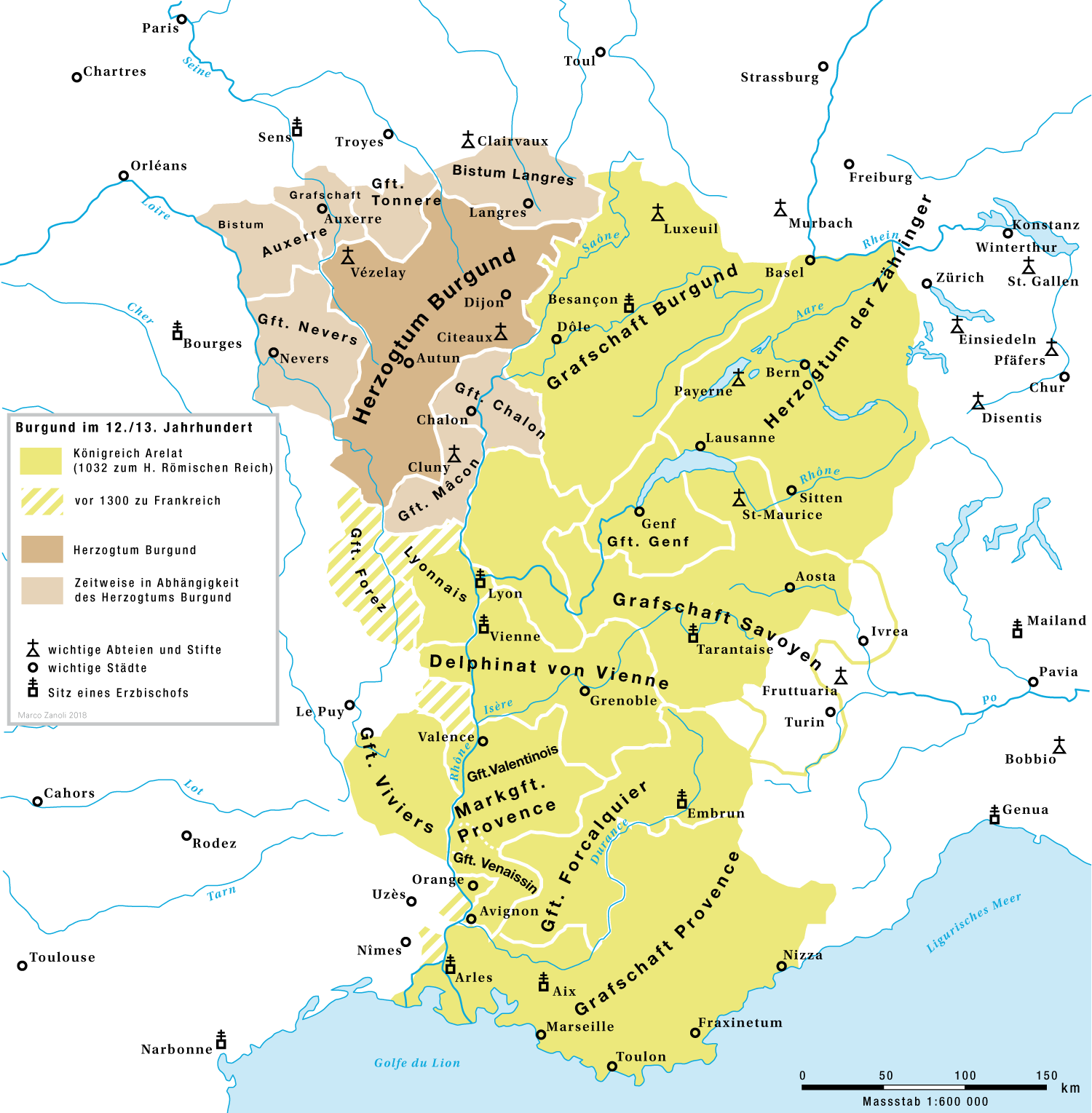
Графство Савойя на карте королевства Арелат

В 1046 году Оттон вступил в брак с Аделаидой Сузской, дочерью Ульрика-Манфреда, маркграфа Туринского, из династии Ардуинов. Этот брак значительно расширил территорию Савойи, добавив к ней часть земель в Пьемонте и обеспечив выход к побережью Средиземного моря.
После смерти Оттона в 1060 году власть в Савойе в качестве регента приняла его вдова Аделаиде. Во внутриитальянской борьбе партий гибеллинов и вельфов она последовательно поддерживала гибеллинов. После смерти Аделаиды Савойя утратила все свои земли к востоку от Альп, за исключением Суз.

### Брак и дети
Жена: Аделаида Сузская (1014/1020 — 19 декабря 1091), маркграфиня Сузы и Турина; дочь маркграфа Сузы Манфреда I Удальрико, вдова Германа IV, герцога Швабии и Генриха, маркграфа Монферрата.
- Пьер I (1047/1049 — 9 августа 1078 года), граф Савойи, маркграф Турина и Сузы с 1060
- Амадей II (1048/1050 — 26 января 1080), граф Савойи, маркграф Турина и Сузы с 1078
- Берта Савойская (21 сентября 1051 — 27 декабря 1087); муж: Генрих IV (11 ноября 1050 — 7 августа 1106), император Священной Римской империи
- Аделаида Туринская (1052/1053[2] — начало 1079); 1-й муж: Гиг III д'Альбон[3] (ок. 1000 — ок. 1075), граф д'Альбон; 2-й муж с 1061/1062: Рудольф Швабский (до 1027 — 15/16 октября 1080), король Германии с 1077
- Оттон (ум. июль 1095/1099), епископ Асти в 1073/1079